# Adlanz
Adlanz ist ein Gemeindeteil der Stadt Schauenstein im Landkreis Hof (Oberfranken, Bayern). Adlanz liegt in der Gemarkung Neudorf.

## Geografie
Die Einöde besteht aus zwei Wohngebäuden und mehreren Nebengebäuden, die verstreut am Osthang einer Erhebung (660 m ü. NHN) des Frankenwaldes liegen.
Eine Gemeindeverbindungsstraße führt nach Neudorf zur Staatsstraße 2693 (2 km nördlich) bzw. zu einer Gemeindeverbindungsstraße (0,5 km südöstlich), die westlich nach Edlendorf (2,5 km östlich) bzw. östlich nach Almbranz verläuft.

## Geschichte
Der Ortsname Adlanz wird in Urkunden auch „Adlantz“, „Adlatz“, „Almeranz“, „Adolz“, „Atliz“, „Odlitz“ oder „Ottlanz“ geschrieben. Der Name wird als genetivischer Ortsname zum Personennamen Adaland gedeutet. Adlanz wurde im Spätmittelalter zur Wüstung, als solche z. B. 1425 bezeichnet, und erst im 17. Jahrhundert neu besiedelt. Spuren des alten Schlosses, des Turmhügels Adlanz, sind ein Bodendenkmal. In Schloss Seehof als Sitz der mittleren Denkmalschutzbehörde sind einige Scherbenfunde dokumentiert.
Adlanz gehörte zur Realgemeinde Neudorf. Gegen Ende des 18. Jahrhunderts bestand Adlanz aus fünf Anwesen (4 Gütlein, 1 Haus). Die Hochgerichtsbarkeit hatte das bayreuthische Vogteiamt Schauenstein. Die Hofkanzlei Bayreuth war Grundherr sämtlicher Anwesen.
Von 1797 bis 1810 unterstand Adlanz dem Justiz- und Kammeramt Naila. Infolge des Ersten Gemeindeedikts wurde Adlanz dem 1812 gebildeten Steuerdistrikt Volkmannsgrün und der zugleich entstandenen Ruralgemeinde Neudorf zugewiesen. Im Zuge der Gebietsreform in Bayern wurde Adlanz am 1. Januar 1972 nach Schauenstein eingemeindet.

### Baudenkmäler
- Haus Nr. 2: Vierseithof mit Wohnstallhaus mit Frackdach.[8]

### Einwohnerentwicklung
| Jahr      | 001819 | 001861 | 001871 | 001885 | 001900 | 001925 | 001950 | 001961 | 001970 | 001987 | 002006 |
| Einwohner | 31     | 34     | 29     | 27     | 32     | 29     | 19     | 17     | 15     | 7      | 5      |
| Häuser    |        |        |        | 5      | 5      | 4      | 4      | 4      |        | 4      |        |
| Quelle    | [ 6 ]  | [ 10 ] | [ 11 ] | [ 12 ] | [ 13 ] | [ 14 ] | [ 15 ] | [ 16 ] | [ 17 ] | [ 18 ] |        |

## Religion
Adlanz ist seit der Reformation evangelisch-lutherisch geprägt und bis heute nach St. Bartholomäus (Schauenstein) gepfarrt.